# James O'Neill
 (juin 2024).
Si vous disposez d'ouvrages ou d'articles de référence ou si vous connaissez des sites web de qualité traitant du thème abordé ici, merci de compléter l'article en donnant les références utiles à sa vérifiabilité et en les liant à la section « Notes et références ».
Pour les articles homonymes, voir O'Neill.
James O'Neill, né probablement le 15 novembre 1849 à Tinneranny, dans la paroisse de Rosbercon, dans le comté de Kilkenny, en Irlande - mort le 10 août 1920 à New London, dans le Connecticut, aux États-Unis) acteur de théâtre et de cinéma américain d'origine irlandaise, connu pour son rôle le plus célèbre, Le comte de Monte Cristo.

## Biographie

### Jeunesse et formation
James O'Neill né à Tinneranny, dans la paroisse de Rosbercon en 1849 ou en 1847, voire 1846 selon son fils Eugene O'Neill et non pas le 15 novembre mais le 14 octobre (les sources sont contradictoires,) est l'un des enfants de Edmond O'Neill et Mary Ann O'Neill. Sa famille, comme beaucoup d'autres victimes de la Grande famine, émigre aux États-Unis. La migration commence par l'embarquement sur le trois mâts l'India le 5 avril 1851. Dans un premier temps la famille O'Neill s'installe à Québec. Peu après, les O'Neill partent pour Buffalo puis cinq ans après s'installent à Cincinnati. En 1860 (date incertaine), Edmond O'Neill quitte sa famille pour retourner en Irlande, il y meurt des suites d'un empoisonnement le 18 juin 1862,,,,,,,.
Après ses études primaires, James O'Neill travaille comme tailleur dans un magasin de vêtements qui confectionne des costumes de scène après avoir confectionné des uniformes pendant la Guerre de Sécession, grâce à son métier, il est en contact avec le monde du théâtre.

### Carrière professionnelle

#### Ses débuts au théâtre
Une grève des acteurs du théâtre national de Cincinnati est pour lui l'occasion de faire ses premiers pas au théâtre en tant que suppléant. Les débuts étant concluants, en 1867, à l'âge de 17 ans, il quitte son travail de tailleur, il est engagé par Edwin Forest pour être remplaçant, figurant et machiniste pour un théâtre de Cincinnati. Il fait son apprentissage de comédien en suivant les tournées de la troupe. Cette période d'apprentissage lui permet de donner la réplique à des acteurs comme, Edwin Forrest, Adelaide Neilson (en), Frank Mayo, Charlotte Cushman, ou Joseph Jefferson. Il est vite reconnu comme un grand acteur shakespearien.
Edwin Forrest le fait connaître en lui donnant un second rôle pour une représentation de la pièce Virginius, de James Sheridan Knowles. Après son travail, durant 4 ans, avec Joseph Jefferson, notamment pour la pièce In RIP Van Winckle d'après Washington Irving, il rejoint la Saint Louis Varieties, auprès de laquelle il se perfectionne.
Sa réputation grandissant, James O'Neill monte sur les planches du Holliday Street Theatre (en)de Baltimore. Puis il rejoint Cleveland où il se fait connaître, en 1872, par une représentation de Macbeth où il joue le rôle titre en donnant la réplique à Charlotte Cushman.
Le MacVicker's Theater de Chicago cherchant un acteur pour jouer Othello, fait appel à lui. C'est un triomphe.
En 1874, il quitte la troupe du MacVicker's Theater pour rejoindre celle de Richard M. Hooley (en) qui lui permet de diversifier son répertoire shakespearien. En 1875 la troupe quitte Chicago pour s'installer à San Francisco à l'Opera House. Son interprétation d'un rôle de la pièce Peril de Bartley Campbell (en) fait forte impression, tant auprès du public qu'auprès de la critique. À la fin de l'année 1875, Richard Hooley cède la direction de la troupe à Tom Maguire (à ne pas confondre avec son homonyme Tom Maguire), connu à San Francisco pour y avoir implanté le théâtre au Parker House en 1849, puis la première salle de théâtre permanente, le Jenny Lind III en 1851.

#### Vers la gloire
Maguire continue de faire connaître James O'Neill comme acteur shakespearien de référence par une tournée dans les grandes villes de Californie. Sa renommée atteint New York durant l'année 1876. À la fin de cette tournée triomphale il quitte Maguire pour rejoindre l'Union Square Company fondée par Albert Marshman Palmer (en) à New York, troupe qui lui ouvre les portes des théâtres de Broadway et de l'international. L'Union Square Company était considérée à New York, Boston, Philadelphie, Chicago comme la meilleure troupe. La troupe s'installe au Baldwin Theater et s'adjoint les services du metteur en scène et arrangeur David Belasco. Les théâtres de Broadway lui ouvrent leurs portes, c'est le couronnement de sa carrière. Parallèlement à Broadway, il fait des tournées dans les capitales des États Unis, principalement en Californie. En 1879, il participe à la première de la pièce The Passion de Salmi Morse, à l'Opera House de San Francisco, représentation qui déclenche des polémiques dans les milieux religieux, qui accusent la pièce de sacrilège,, et déposent plainte pour blasphème. Des pasteurs appellent à incendier l'Opera House. Dans cet appel à la condamnation de la pièce, seul Joseph Alemany, archevêque de l'Eglise catholique de San Francisco, s'abstient de tout jugement. Il semblerait que la polémique soit venue des milieux protestants qui ne pouvait supporter la représentation d'une pièce écrite par un Juif et dont le rôle de Jésus est confiée à un Irlandais catholique, que ce serait un prétexte d'une guerre dont les racines seraient l'antipapisme et l'antisémitisme des protestants américains, qui voyaient dans le catholicisme et le judaïsme des organisations internationales menaçant l'identité de la Nation des Pilgrim Fathers / Pères Pèlerins. Même le journal Républicain de San Francisco The Argonaut (en), habituellement favorable à James O'Neill, fait partie de ceux qui le condamnent. Le procès est l'occasion de vifs débats entre supporters de James O'Neill et puritains/ évangélistes et finit sur une sanction symbolique James O'Neill, qui refusa le « plaider coupable », et est condamné à verser une amende de 50 $. Afin d'éteindre le déchaînement des passions, l'Opera House met fin aux représentations de la pièce. Le scandale autour de The Passion fit de James O'Neill un héros de la communauté irlandaise américaine.
La troupe fait à nouveau appel à David Belasco pour faire une adaptation théâtrale de l'Assommoir d'Émile Zola, la première du 15 juillet 1879 est un succès, qui est suivi d'une tournée californienne.
Désormais James O'Neill partage sa vie d'acteurs entre les planches de Broadway et les théâtres de la Californie.

#### L'apogée
C'est avec la reprise de l'adaptation théâtrale du roman d'Alexandre Dumas : Le Comte de Monte Cristo, écrite par George H. Andrews, puis révisée par John Stetson, que tout à fait par hasard James O'Neill atteint son apogée à Broadway. L'acteur qui tenait le rôle titre décède brutalement lors de la première. James O'Neill reprend le rôle à la volée. Depuis sa création en 1848, la pièce n'avait rencontré qu'un succès mitigé, étant utilisée comme faire valoir à des acteurs. James O'Neill revoit le script et donne au rôle une nouvelle densité dramatique. Le résultat est un triomphe, John Stetson lui signe un contrat (1 000 $ la semaine plus un pourcentage sur les recettes). Une troupe est formée autour de James O'Neill afin qu'il parte en tournée, il donne plus de 6 000 représentations du Count of Monte Cristo. C'est entouré de Gloire qu'il arrive à San Francisco, la pièce y rencontre un vif succès populaire, James O'Neill touche plus de 10 000 $ la première semaine.
James O'Neill prend conscience que le succès de Monte Cristo devient un piège, il est identifié à Edmond Dantès et qu'il lui devient difficile de jouer d'autres rôles, D'après son fils, Eugene O'Neill, il aurait même dit que ce rôle aurait « ruiné sa carrière ». Malgré les succès rencontrés lors de reprise et de création de pièces de théâtre, régulièrement, il lui est demandé de reprendre le Count of Monte Cristo.

#### Le cinéma et la fin
L'émergence du cinéma bouscule le monde du spectacle, de 1913 à 1920. Comme tant d'autres acteurs James O'Neill tourne une dizaine de films dont le célèbre Count of Monte Cristo. Peu à peu, il se retire du monde du théâtre, préférant jouer le rôle de patriarche auprès des comédiens et échanger avec son fils Eugene O'Neill, qui fait un brillant parcours d'homme de lettres.
Vers le milieu de l'année 1920, James O'Neill est victime d'un accident, il est renversé par une automobile à New York, il est évacué au Lawrence Memorial Hospital de New London, affaibli par un cancer des intestins, il décède le 10 août 1920 des suites de ce cancer à sa résidence le Monte Cristo Cottage à New London (Connecticut). Ses funérailles furent célébrées à l'Eglise St. Joseph de New London. James O'Neill repose au cimetière Saint Marys de New London (Connecticut).

### Vie personnelle
Il épouse Mary (Ella) Ellen Quinlan le 14 juin 1877, les noces furent célébrées à l'église Sante Anne sur la 12e rue à New York. Ils ont pour enfants : Alfred O'Neill, James O'Neill.Jr., Eugene O'Neill (Prix Nobel de littérature) et Edmund Dantes Burke O'Neill.
La résidence de James O'Neill à New London est devenue un lieu de visite.

## Théâtre (liste sélective)

### Représentations hors Broadway
- 1867 : The Colleen Bawn par Dion Boucicault,
- In RIP Van Winckle d'après Washington Irving,
- 1871 : Virginius, par James Sheridan Knowles, à Cleveland,
- 1872 : Macbeth par Shalespeare, à Cleveland,
- 1872 : Othello par Shakespeare à Chicago,
- 1875 : Peril , par Bartley Campbell, San Francisco,
- 1875 : Lillian's Last affair , par Bronson Howard[17], à San Francisco,
- 1875 : The Two Orphans, adapté par John McCullough, à San Francisco,
- 1875 : The Overland Route par Tom Taylor, à San Francisco,
- 1875 : The Merchant of Venice / Le marchand de Venise, par Shakespeare, à San Francisco,
- 1875 : Magnolia par Barton Hill et Angela Sefton, à San Francisco,
- 1875 : Romeo and Juliet / Roméo et Juliette par Shakespeare, à San Francisco,
- 1875 : Dora, adaptation théâtrale du poème d'Alfred Tennyson, à San Francisco,
- 1875, reprise d'Othello, par Shakespeare, à San Francisco,
- 1875 : The American's Gold, par Auguste Pitou, San Francisco,
- 1876 : Richard III, par Shakespeare, à San Francisco et Sacramento,
- 1876 : Hamlet, par Shakespeare, à San Francisco,
- 1879 : The Passion par Salmi Morse, à San Francisco,
- 1879 : L'Assommoir, adaptation théâtrale par David Belasco du roman d'Emile Zola, à San Francisco,
- 1880 : Romeo and Juliet, par Shakespeare avec Adelaide Neilson dans le rôle de Juliette, à San Francisco,

### Représentations à Broadway (créations et reprises)
- 1877 : The Mother's Secret, par A.R. Cazauran, adaptation de la pièce Séraphine par Victorien Sardou,
- 1877-78 : The Man of Success, par A.R. Cazauran, d'après Montjoye par Octave Feuillet,
- 1878 : Saratoga, par Bronson Howard,
- 1878 : The Octoroom, par Dion Boucicault,
- 1878 : Les Fourchambault, par David Belasco d'après la pièce d'Émile Augier,
- 1878 : The Vicar of Wakefield, par David Belasco, d'après le roman d'Oliver Goldsmith,
- 1878 : Olivia, par David Belasco, d'après Oliver Goldsmith,
- 1878 : A Woman of the People, arrangement de David Belasco de la pièce de William Gorman Wills (en),
- 1881 : Deacon Crankett, par John Habberton,
- 1883 : Monte Cristo, par George H. Andrews d'après le roman d'Alexandre Dumas père,
- 1889 : The Musketeers , par Sydney Grundy,
- 1900-01 : reprise de Monte Cristo, d'après Alexandre Dumas père,
- 1902-03 : Audrey, par Harriet Ford et E.F. Boddington, d'après le roman de Mary Johnston,
- 1904 : The Two Orphans, par Adolphe d'Ennery et Eugene Cormon, adaptation de Hart Jackson,
- 1907 : reprise de Virginius, par James Sheridan Knowles,
- 1907 : reprise de Monte Cristo, d'après Alexandre Dumas père,
- 1909 : The White Sister, par F. Marion Crawford et Walter Hackett,
- 1913 : Joseph and His Brethren, par Louis N. Parker,
- 1916 : The Melody of Youth, par Brandon Tynan,
- 1917 : The Wanderer, par Maurice V. Samuels.

## Filmographie
- 1913 : The Count Of Monte Cristo
- 1917 : God Of Little Children
- 1917 : Susan's Gentleman,
- 1917 : Little Miss Nobody
- 1918 : The Grain Of Dust
- 1920 : King Spruce
- 1920 : The Sheriff's Oath (sous le nom de Jim O'Neal)
- 1920 : The Courage of Marge O'Doone de David Smith
- 1920 : The Red Lane
- 1920 : West Is West

## Pour approfondir